# Inopus brevicornis
Inopus brevicornis är en tvåvingeart som beskrevs av Akira Nagatomi och Junichi Yukawa 1968. Inopus brevicornis ingår i släktet Inopus och familjen vapenflugor. Inga underarter finns listade i Catalogue of Life.